# Prima guerra civile inglese
La prima guerra civile inglese fu una guerra civile combattuta in Inghilterra e Galles dal 22 agosto 1642 al 9 ottobre 1646. Essa è parte della guerra civile inglese e delle guerre dei tre regni.
L'iniziale conflitto politico portò ad una vera e propria guerra armata, con la maggior parte della popolazione pronta a sostenere la monarchia ma a contestarne l'autorità. I Realisti sostenevano il ruolo primario di re Carlo I d'Inghilterra sul parlamento, mentre i Parlamentaristi sostenevano la necessità di ritornare ad una monarchia costituzionale.
Nell'agosto del 1642, entrambe le parti si aspettavano che il conflitto iniziato si concludesse con un singolo scontro, ma ben presto divenne chiaro che la guerra si sarebbe prolungata. Il successo dei Realisti nel 1643 portò ad un'alleanza tra le forze militari del parlamento inglese ed i Covenanti scozzesi che portò alla vittoria di una serie di battaglie nel 1644, delle quali la più nota fu certamente la battaglia di Marston Moor. La costituzione del New Model Army diede ai Parlamentari la possibilità di disporre della prima forza militar professionista in Inghilterra ed il loro successo a Naseby nel giugno 1645 diede prova di essere decisivo. La guerra si concluse con la vittoria dell'alleanza dei Parlamentari nel giugno 1646 e Carlo I venne mantenuto sul trono, ma dovette cedere ad alcuni compromessi. Tutt'altro che intenzionato a rispettare quanto pattuito, i rifiuti del sovrano inglese porteranno allo scoppio della seconda guerra civile inglese nel 1648.

## Realisti e Parlamentaristi

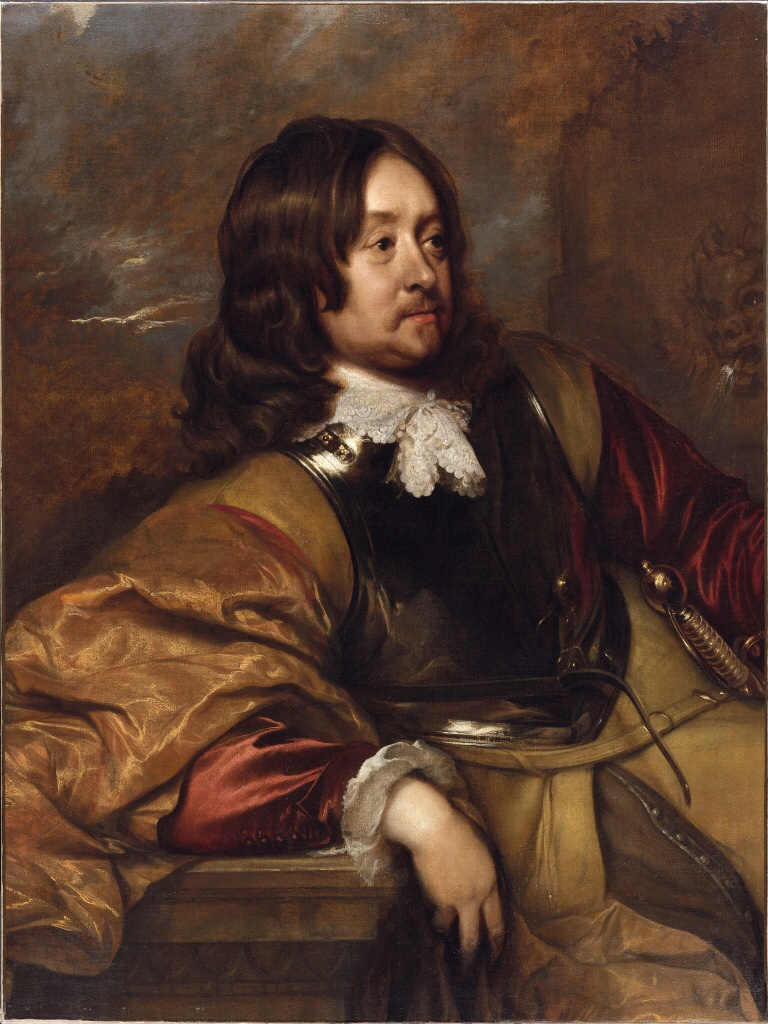
Edward Hyde, poi conte di Clarendon, in un ritratto del 1643 circa; originariamente membro della fazione dei Parlamentaristi, nel 1642 divenne primo consigliere di Carlo I

Per lungo tempo la storiografia inglese ha presentato le due parti in causa nella guerra civile con toni poco storiografici: i Cavaliers (a difesa del re) erano visti come "sbagliati, ma romantici" ed i Roundheads (a difesa del parlamento) come "giusti ma impulsivi". Storici come Tim Harris hanno evidenziato come nel 1640 vi fosse un consenso generale sul fatto che Carlo I stesse tentando di governare senza il parlamento e che avesse in questo esagerato. Dopo la "Grand Remonstrance" presentata al sovrano sul finire del 1641, moderati come Edward Hyde decisero di cambiare fronte, comprendendo come il parlamento stesse cercando di tirare troppo l'acqua al proprio mulino col rischio di una deriva eccessivamente democratica del governo.
Dove John Pym, leader dell'opposizione Parlamentarista, differiva da Clarendon e dalla maggior parte dei suoi colleghi era nel riconoscere che se Carlo I non avesse accettato di sua spontanea volontà le condizioni propostegli, avrebbe dovuto essere costretto con la forza. Un esempio di ciò fu l'annullo nel 1628 della Petition of Right, mentre il sovrano e la moglie spontaneamente dichiaravano ad ambasciatori stranieri che si trattava solo di una concessione temporanea.
Senza riguardo alla religione o al credo politico, la maggior parte degli abitanti dei tre regni della monarchia britannica credevano fermamente che una monarchia "ben ordinata" fosse un mandato di Dio. Ciò su cui discutevano era il valore di quel "ben ordinata" e quindi a chi spettasse l'autorità suprema nello stato, in particolare nelle questioni religiose; per questo nel XVII secolo "vera religione" e "buon governo" in Inghilterra divennero sinonimi della medesima politica. I Realisti generalmente sostenevano la Chiesa d'Inghilterra governata dai vescovi e nominata dal re; gran parte dei Parlamentaristi credeva che i responsabili della religione dovessero essere i capi della chiesa stessa, nominati dalle loro congregazioni.
L'idea che il termine "puritano" e "Roundhead" si corrispondessero, poi, è scorretta; il termine "puritano" era riferito per l'appunto ad un gruppo religioso che intendeva purificare la chiesa d'Inghilterra dalle pratiche definite "papiste". Mentre la maggior parte supportava il parlamento inglese, alcuni come Sir William Savile supportavano Carlo I per lealtà personale. Molti Realisti si opponevano alla nomina di ufficiali di governo cattolici, mentre l'integrazione di truppe irlandesi nel 1643 portò addirittura a degli ammutinamenti. I puritani erano inoltre divisi al loro interno tra Presbiteriani come Pym che volevano riformare la chiesa d'Inghilterra e Indipendenti che rigettavano l'idea di una religione di stato. Questi a loro volta includevano Congregazionalisti come Oliver Cromwell e i Battisti.
Le obiezioni mosse ai vescovi avvenivano quasi tutte sul piano del loro schieramento politico, ma anche sull'amministrazione della chiesa da parte loro. Questi agivano come censori di stato, in grado di bandire sermoni e scritti considerati obiettabili non dalla chiesa, bensì dallo stato, mentre il popolo poteva a sua volta essere convocato a giudizio per crimini come la blasfemia, l'eresia, la fornicazione e altri "peccati della carne". I vescovi inoltre sedevano nella Camera dei Lords e spesso bloccavano legislazioni opposte al volere della Corona; la loro estromissione dal parlamento con il Clergy Act 1640 fu uno dei primi passi verso la guerra aperta. La loro rimozione pose fine alla censura e portò ad un'autentica esplosione di pamphlets a stampa, libri e sermoni, molti dei quali contenenti principi religiosi e politici, in particolare nella città di Londra.
Anche prima del 1642, questo radicalismo interessò uomini del calibro di Denzil Holles, un conservatore che credeva nella limitazione dell'elettorato e in una chiesa presbiteriana simile a quella diffusa in Scozia. Col progredire della guerra, gli Indipendenti vennero percepiti anche come più pericolosi dei Realisti. L'Inghilterra d'inizio Seicento era una nazione già strutturata sotto diversi aspetti e fondamentalmente pacifica, ma lo schierarsi con l'una o l'altra fazione o i numerosi esempi di neutralità, affondavano in realtà le proprie radici i relazioni personali, convenienze e negoziati locali. segno quindi della mancanza di una vera e propria ideologia di fondo.

## 1642
Nell'inverno tra il 1641 ed il 1642, molte città rafforzarono le loro difese, acquistarono armi, quasi presagendo l'imminente conflitto tra Carlo I ed il parlamento.
Con la rivolta irlandese che scoppiò proprio nel medesimo periodo, entrambe le parti si diedero da fare per raccogliere truppe per sopprimere la rivolta irlandese, sebbene non vi fosse fiducia reciproca. Quando Carlo I lasciò Londra dopo non essere riuscito a far arrestare i cinque membri del parlamento che a sua detta stavano cospirando contro di lui nel gennaio del 1642, tra le sue prime azioni vi fu quella di privare il parlamento del controllo delle città principali, dei porti e dei centri di commercio in Inghilterra, oltre a mantenere il controllo saldo sull'arsenale conservato presso la Torre di Londra. A queste forze, Carlo I aggiunse il controllo della milizia locale. Questo corpo armato, costituito nel 1572, era organizzato sulla base delle diverse contee ed era capitanato da diversi lord luogotenenti nominati dal sovrano, costituendo inoltre l'unica forza di milizia permanente presente nel paese. Lo Yorkshire disponeva del corpo più numeroso con 12 000 uomini, seguito da quello della città di Londra con 8000 uomini, portato poi sino a 20 000 Alcune contee "realiste" come lo Shropshire o il Glamorgan avevano meno di 500 uomini ciascuna.
Nel marzo del 1642, il parlamento approvò la Militia Ordinance, con la quale reclamava a sé il controllo di questa milizia locale; Carlo I rispose negativamente. Ancora più importante del numero degli uomini, infatti, era l'arsenale locale che aveva i propri depositi più copiosi presso Londra e Hull. Nel Cheshire realista, i villaggi di Nantwich, Knutsford e Chester dichiararono la loro neutralità ed esclusero realisti e parlamentaristi dal voler approfittare delle scorte d'armi di cui le comunità locali erano comunque le uniche titolari.
I porti erano vitali per l'accesso alle acque interne ed esterne del paese, nonché il principale mezzo di trasporto di carichi pesanti sino all'introduzione della ferrovia nel XIX secolo. Gran parte della Royal Navy si schierò col parlamento inglese, consentendo così ai Parlamentaristi di difendere alcune tra le più importanti strade commerciali vitali per i mercanti londinesi e bloccare nel contempo le importazioni dei realisti. Nel mese di settembre, ormai, le forze leali al parlamento controllavano i principali porti d'Inghilterra ad eccezione di Newcastle. Nel febbraio del 1642, Carlo inviò sua moglie Enrichetta Maria di Francia a Le Hague alla ricerca di denaro e armi utili ad una guerra per il momento solo annunciata; la mancanza di un porto sicuro a cui attraccare al ritorno, però, le impedì di tornare in patria sino al febbraio del 1643 quando la guerra era ormai scoppiata e la stessa regina scappò miracolosamente alla cattura.
Il 1º giugno 1642, il parlamento approvò una lista di proposte note come Diciannove proposte che avrebbero concesso all'istituzione inglese il controllo sulle nomine dei ministri, sull'esercito, ma anche sull'educazione e sul matrimonio dei membri della casa reale. Queste proposte vennero presentate a Carlo I a Newmarket, il quale le rigettò rabbioso senza ulteriori discussioni in merito. Venne poi persuaso a dare una risposta più conciliante ma il conflitto era ormai stato aperto.
Lo scontro si pensava che si sarebbe risolto in una singola battaglia con una breve vittoria; per i realisti lo scopo era catturare Londra, mentre per il parlamento l'obiettivo era quello di "salvare" il re dai suoi "cattivi consiglieri". Dopo aver fallito nella presa di Hull a luglio, Carlo lasciò York alla volta di Nottingham, scelta per la sua vicinanza alle aree controllate dai realisti nelle Midlands e nel Galles settentrionale.
Il 22 agosto, Carlo I dichiarò formalmente guerra ai "ribelli" parlamentaristi, ma al mese di settembre il suo esercito era composto da soli 1500 cavalieri e da 1000 fanti dal momento che la maggior parte della fanteria della milizia locale si era rifiutata di combattere fuori dalla propria contea di riferimento. Gran parte dell'Inghilterra sperava di rimanere neutrale nel conflitto. Finanziamenti dalla comunità mercantile di Londra e le armi provenienti dalla Torre di Londra consentirono al parlamento di reclutare un esercito composto da 20 000 uomini in tutto. Questo venne comandato dal presbiteriano conte di Essex, che il 3 settembre era partito da Londra alla volta di Northampton. Carlo si spostò nuovamente a Shrewsbury. Quando il conte di Essx venne a sapere di questa mossa del sovrano, marciò su Worcester dove ebbe luogo la battaglia di Powick Bridge il 23 settembre tra le due parti in causa. Lo scontro venne vinto dai realisti e contribuì ad acuire la fama del principe Ruperto del Palatinato.

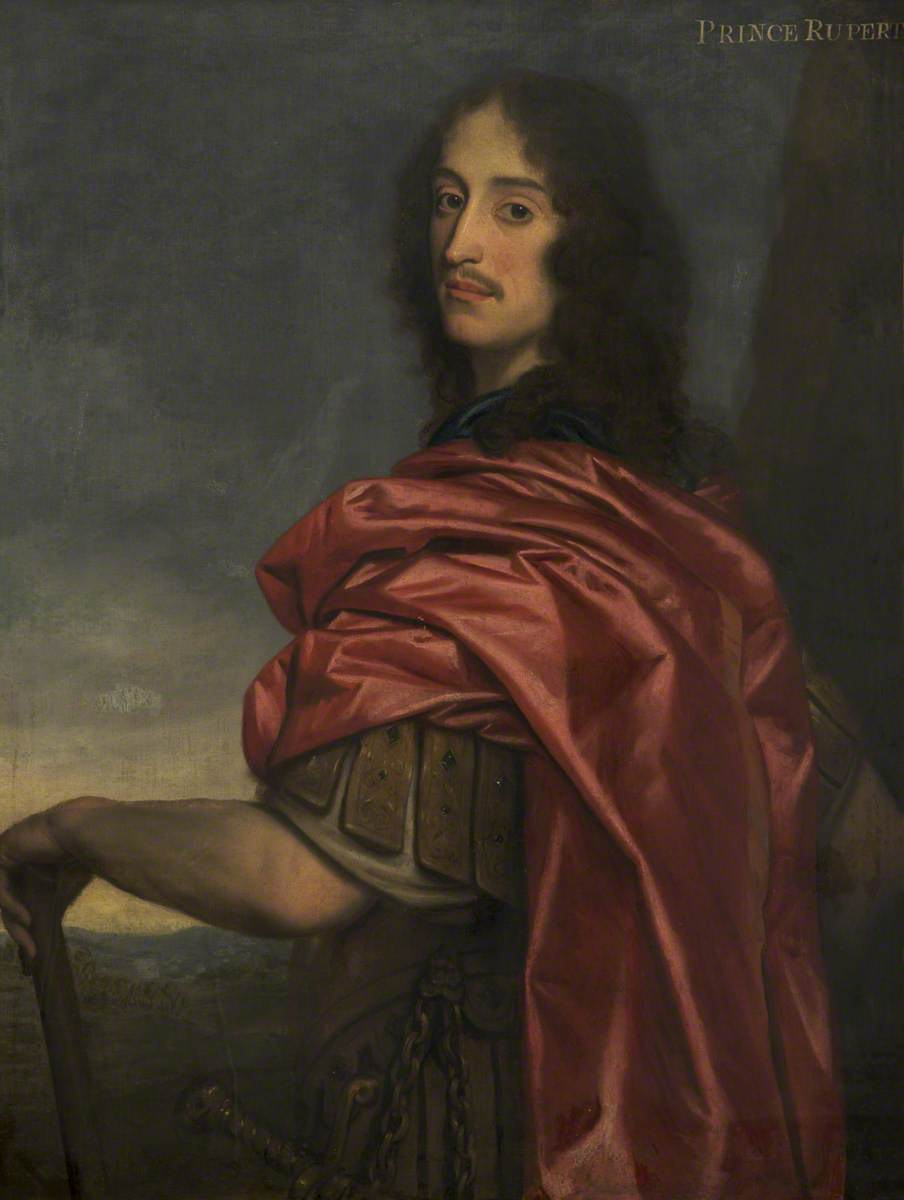
Il principe Ruperto del Palatinato, nipote di Carlo I e talentuoso generale, che divenne particolarmente noto in epoca vittoriana come archetipo del Cavalier.

L'esercito realista aveva nel frattempo raggiunto le 15 000 unità, ma molte di queste erano armate solamente con clave e spade. Le forze del conte di Essex erano senz'altro meglio equipaggiate ma avevano poca disciplina e la loro logistica era inadeguata per far fronte al numero di uomini impiegati. Carlo I fece rotta verso Londra, mentre il conte di Essex cercava di impedirglielo; il 23 ottobre le due armate combatterono la battaglia di Edgehill, sanguinosa, caotica e infine inconclusiva nei risultati. il conte di Essex continuò a ritirarsi verso Londra; dopo uno scontro il 16 novembre a Turnham Green, ad ovest di Londra, le operazioni terminarono per l'avanzare dell'inverno. I realisti si ritirarono a Oxford, che divenne la loro capitale per il resto della guerra. Altrove, Sir William Waller assicurò al parlamento il sudest dell'Inghilterra; a dicembre, lord Wilmot catturò Marlborough, aprendo le vie di comunicazione tra Oxford e le forze realiste di base a Launceston, in Cornovaglia.

## 1643
Gli eventi del 1642 avevano mostrato chiaramente come si stesse preparando un conflitto a lungo termine. Per i Realisti, questo significava fortificare la loro nuova capitale di Oxford e connettervi aree di supporto in Inghilterra e Galles; il parlamento si focalizzò nel consolidare il controllo delle aree che già deteneva. Sebbene si fossero tenuti dei trattati di pace, entrambe le parti continuarono a negoziare per ottenere il supporto di scozzesi e irlandesi; Carlo I sperava nella fine della guerra in Irlanda, fatto che avrebbe permesso all'esercito irlandese di venire in supporto dei realisti in Inghilterra.
I combattimenti continuarono durante l'inverno nello Yorkshire, dal momento che il leader realista William Cavendish, I duca di Newcastle tentò di assicurarsi un luogo di sbarco utile per armi e rifornimenti provenienti dalla Repubblica delle Sette province. Con truppe insufficienti a mantenere l'intera area, questo compito era reso ancora più difficile dalla presenza di forze parlamentariste nell'area comandate da lord Fairfax e da suo figlio sir Thomas, che mantenevano il controllo delle città chiave di Hull e Leeds. Enrichetta Maria sbarcò infine a Bridlington verso la fine di febbraio; il 4 giugno lasciò York scortata da 5000 cavalieri e giunse a Oxford a metà luglio.
A sudovest, il comandante realista sir Ralph Hopton si assicurò il controllo della Cornovaglia con la vittoria a Braddock Down a gennaio del 1643. A giugno, avanzò nel Wiltshire, infliggendo una pesante sconfitta all'esercito di William Waller a Roundway Down il 13 luglio. Una delle migliori vittorie dei realisti nella guerra, essa isolò di fatto ad ovest le guarnigioni parlamentari ed il principe Rupert del Palatinato prese il controllo della città di Bristol il 26 luglio. Questo diede ai realisti il controllo della seconda città più grande della Britannia e un porto sicuro per ottenere rinforzi dall'Irlanda.
Dalla fine di agosto, la causa dei Parlamentaristi era sul punto di collassare ma venne salvata dalla determinazione e dalla leadership di Pym. Entrambe le fazioni si scontravano per il rifornimento delle rispettive truppe al di fuori delle regioni loro tradizionalmente legate ed il parlamento si era accordato per trovare una soluzione comune. Vedendo in questo un'opportunità per forzare i Parlamentaristi moderati a negoziare una pace, a settembre i realisti ripresero con vigore gli attacchi. Dopo aver preso Gloucester, il principe Ruperto aveva in programma di avanzare verso Londra, mentre il duca di Newcastle sarebbe avanzato verso l'Anglia orientale ed il Lincolnshire. Infine, Hopton marciò nell'Hampshire e nel Sussex, minacciando Londra da sud e chiudendo le fonderie dalle qualei il parlamento traeva la maggior parte dei propri armamenti.
Ad ogni modo il conte di Essex costrinse il principe Ruprto a ritirarsi da Gloucester e fermò quindi la sua avanzata su Londra a Newbury il 20 settembre. Quando Hopton raggiunse Winchester, Waller gli impedì di proseguire col suo esercito; ad ottobre, il duca di Newcastle abbandonò il suo secondo assedio di Hull, mentre la vittoria a Winceby assicurò l'Inghilterra orientale ai Parlamentaristi. Il fallimento dei realisti archiviò ancora una volta la pace.
A settembre, i realisti in Irlanda si accordarono per una pace con la confederazione cattolica, permettendo così a James Butler, I duca di Ormond di trasferire truppe in Inghilterra, ma questo costò a Carlo I il supporto di diversi protestanti irlandesi, in particolare quelli di Munster. Nel contempo iniziarono ad emergere i primi dettagli dello "schema di Antrim", un piano per utilizzare 20 000 soldati irlandesi per catturare la Scozia meridionale per Carlo I; per quanto impossibile da praticare, tale piano fece interrompere subito i negoziati dei Covenanti coi realisti. Poco dopo, questi siglarono la Solemn League and Covenant, accordandosi per appoggiare le azioni militari del parlamento in cambio di sussidi e della creazione di un'unica chiesa presbiteriana.

## 1644
La Solemn League creò una commissione per coordinare una strategia comune da adottare nelle tre zone di guerra interessate dal conflitto, Inghilterra, Scozia e Irlanda, per quanto la morte di Pym nel 1643 avesse privato il parlamento di uno dei suoi più importanti capi. Gli scozzesi sotto la guida di Alexander Leslie, I conte di Leven, ottennero l'ordine di prendere la città di Newcastle, assicurando i rifornimenti di carbone a Londra, e chiudendo il principale punto d'importazione di beni per i realisti. Il conte di Leven assediò la città all'inizio di febbraio, ma riuscì a concludere ben poco.
Il 29 marzo, Waller pose fine all'offensiva nell'Inghilterra meridionale sconfiggendo Hopton nella battaglia di Cheriton, spostandosi poi verso il conte di Essex che stava minacciano Oxford. Due settimane più tardi, il conte di Manchester sconfisse le forze realiste a Selby, costringendo il duca di Newcastle a lasciare Durham ed a posizionarsi a York. La città venne assediata dagli scozzesi e dalle armate di sir Thomas Fairfax e del conte di Manchester.
A maggio, il principe Ruperto aveva ormai lasciato Shrewsbury, e si era posto l'obiettivo di marciare verso nord, catturando Liverpool e Bolton lungo il percorso. Per evitare di venire chiuso a Oxford dalle forze nemiche, un'armata nominalmente comandata da re Carlo I si ritirò in direzione di Worcester; il conte di Essex ordinò a Waller di rimanere al suo posto, mentre lui si sarebbe portato a togliere l'assedio di Lyme Regis. Il 29 giugno, Waller si scontrò con Carlo I a Cropredy Bridge; pur con perdite minime, i suoi uomini erano demoralizzati e l'esercito appariva disintegrato, il che permise a Carlo I di inseguire il conte di Essex ed i suoi uomini nella parte occidentale del paese.
In quello stesso giorno, il principe Ruperto giunse a Knaresborough, a 30 km da York, per trovarsi davanti poi forze nemiche nettamente superiori. Nella più grande battaglia dell'intera guerra, che si svolse il 2 luglio, le due armate si scontrarono a Marston Moor, una sconfitta decisiva per i realisti. York si arrese il 16 luglio ed il conte di Newcastle andò in esilio.
Le forze del conte di Essex costrinsero i realisti ad abbandonare Lyme Regis, continuando quindi in Cornovaglia, ignorando l'ordine di fare ritorno a Londra. A settembre, il suo esercito rimase intrappolato a Lostwithiel; 5000 fanti vennero costretti alla resa, per quanto il conte di Essex e la sua cavalleria riuscirono a fuggire. Nella seconda battaglia di Newbury del 27 ottobre, i realisti tolsero l'assedio al castello di Donnington e Carlo I rientrò a Oxford.
In termini militari, dalla fine del 1644 i realisti potevano dire di essersi ripresi dal disastro di Marston Moor ed avevano ancora dalla loro parte una straordinaria capacità di finanziare la guerra in corso a loro favore. A differenza del parlamento, potevano imporre tasse sulle importazioni e sulle esportazioni da Londra e da altri importanti centri commerciali inglesi per poi recuperare ci che loro serviva direttamente nei territori conquistati. Questo portò alla creazione dei Clubmen, associazioni di difesa locali che si opponevano alla confisca forzata dei beni sia da parte dei realisti che da parte dei parlamentaristi.

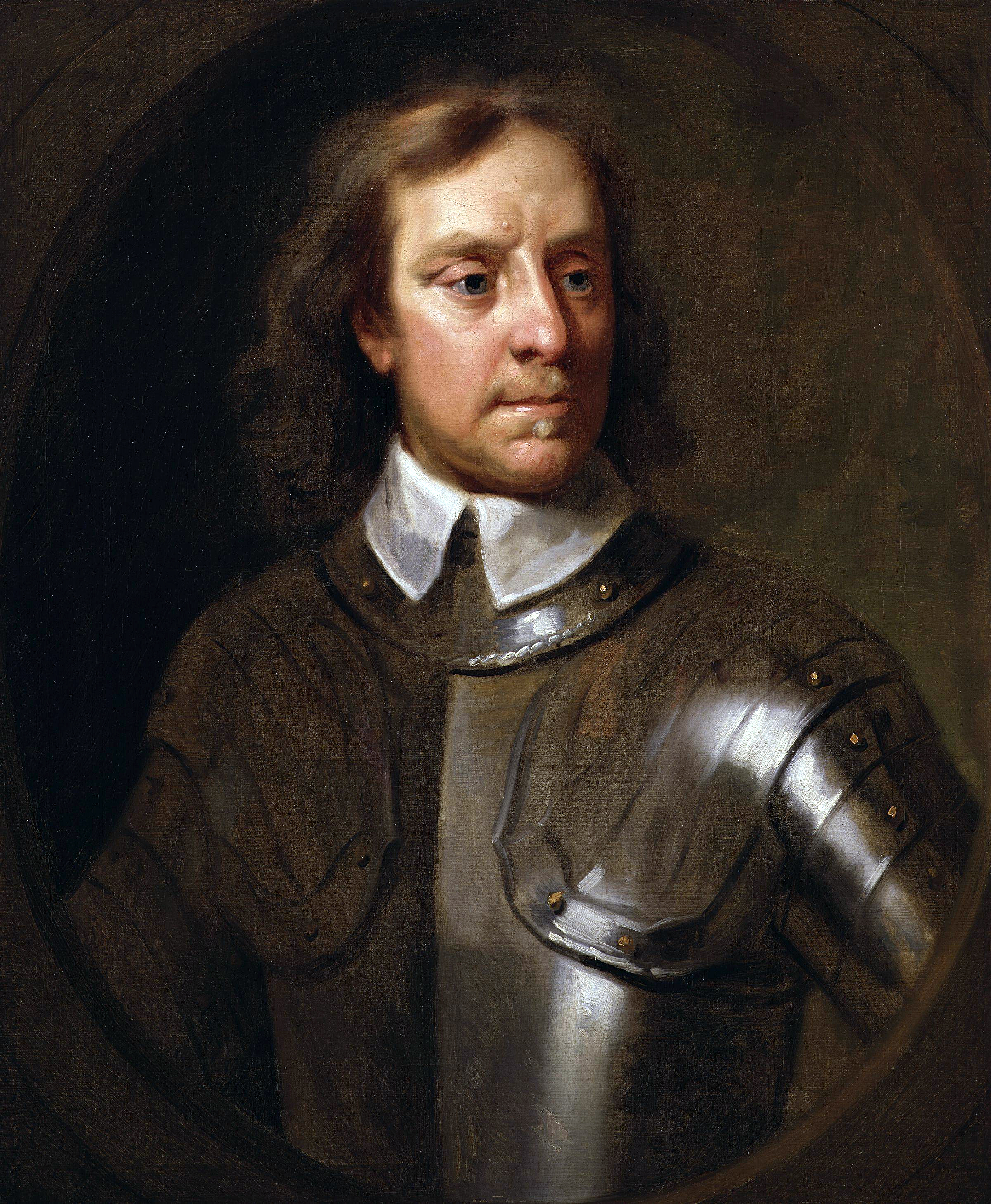
Oliver Cromwell; nel 1644, emerse come leader del "Partito della Guerra", che credeva che i negoziati non potessero portare ad una vittoria finale che solo la guerra poteva a questo punto assicurare al paese.

La morte di John Pym prima e di John Hampden poi, nel 1643, rimosse ogni possibilità di unificazione nel parlamento che acuì le proprie divisioni interne. Supportato dagli scozzesi, il "Partito della Pace" includeva politici radicali come i Levellers e desideravano negoziati immediati col nemico. Il "Partito della Guerra", invece, riteneva di non dover più dare fiducia a Carlo I e vedeva nella guerra l'unico mezzo per risolvere gli scontri in corso. Molti di questi ultimi erano Indipendenti che si opponevano all'idea di una chiesa di stato, obiettivo che invece volevano raggiungere i presbiteriani e gli scozzesi; Oliver Cromwell si schierò col "Partito della Guerra" dichiarando pubblicamente di voler continuare a combattere anziché accettare passivamente dei compromessi.
Il fallimento di Marston Moor, la capitolazione del conte di Essex a Lostwithiel e altri episodi portarono a un crollo del morale. A dicembre, Sir Henry Vane introdusse una Self-denying Ordinance che richiedeva che gli ufficiali militari che sedessero pure in parlamento, dovessero abbandonare l'una o l'altra carriera.
Questo fatto portò inoltre alla creazione del New Model Army, una forza centralizzata, composta da professionisti, abile e in grado di operare con facilità dove fosse richiesto. Molte di queste reclute avevano già servito sotto Cromwell e ne condividevano gli ideali. I ruoli di comandanti in capo vennero affidati a lord Fairfax ed a Philip Skippon, due moderati del partito. Pur rimanendo un membro del parlamento, a Cromwell venne affidato il comando della cavalleria per un periodo temporaneo di tre mesi, costantemente rinnovato dal parlamento.

## 1645
A gennaio del 1645, i rappresentanti di entrambe le parti in conflitto si incontrarono ad Uxbridge per discutere dei termini di pace, ma ancora una volta tutto si concluse a febbraio in un nulla di fatto. I fallimenti rafforzarono il partito favorevole alla guerra dal momento che era ormai chiaro che Carlo I non avrebbe mai volontariamente fatto delle concessioni, mentre le divisioni tra i loro nemici incoraggiavano i realisti a continuare la loro lotta.
All'inizio del 1645, i realisti controllavano ancora la maggior parte della West Country, del Galles e le contee lungo il confine inglese, pur avendo perso alcune basi fondamentali per il rifornimento come Shrewsbury. L'armata di Lord Goring fece un altro tentativo di attaccare Portsmouth e Farnham, ma venne costretto a ritirarsi.
Il 31 maggio, il principe Ruperto attaccò Leicester; per tutta risposta lord Fairfax ed il New Model Army abbandonarono il blocco di Oxford ed il 14 giugno vinsero la battaglia di Naseby. La sconfitta costò ai realisti gran parte del loro esercito, con l'intero loro treno di artiglieria, le provviste e persino il bagaglio personale di Carlo I che comprendeva la sua corrispondenza privata con la confederazione cattolica irlandese, il papa e la Francia. Questi atti, resi pubblici dal parlamento in un pamphlet dal titolo "L'apertura del gabinetto privato del re" danneggiarono seriamente la sua reputazione.
Dopo Naseby, la strategia dei realisti divenne quella di preservare le loro posizioni nell'ovest del paese ed in Galles, portando la cavalleria a nord per unirsi a quella di Montrose in Scozia. Carlo I sperava inoltre sempre che la confederazione irlandese gli avrebbe provvisto come previsto almeno 10 000 uomini che prevedeva di far sbarcare a Bristol e di unirli poi a quelli di lord Goring per schiacciare il New Model Army; ma ciò non avvenne come previsto.

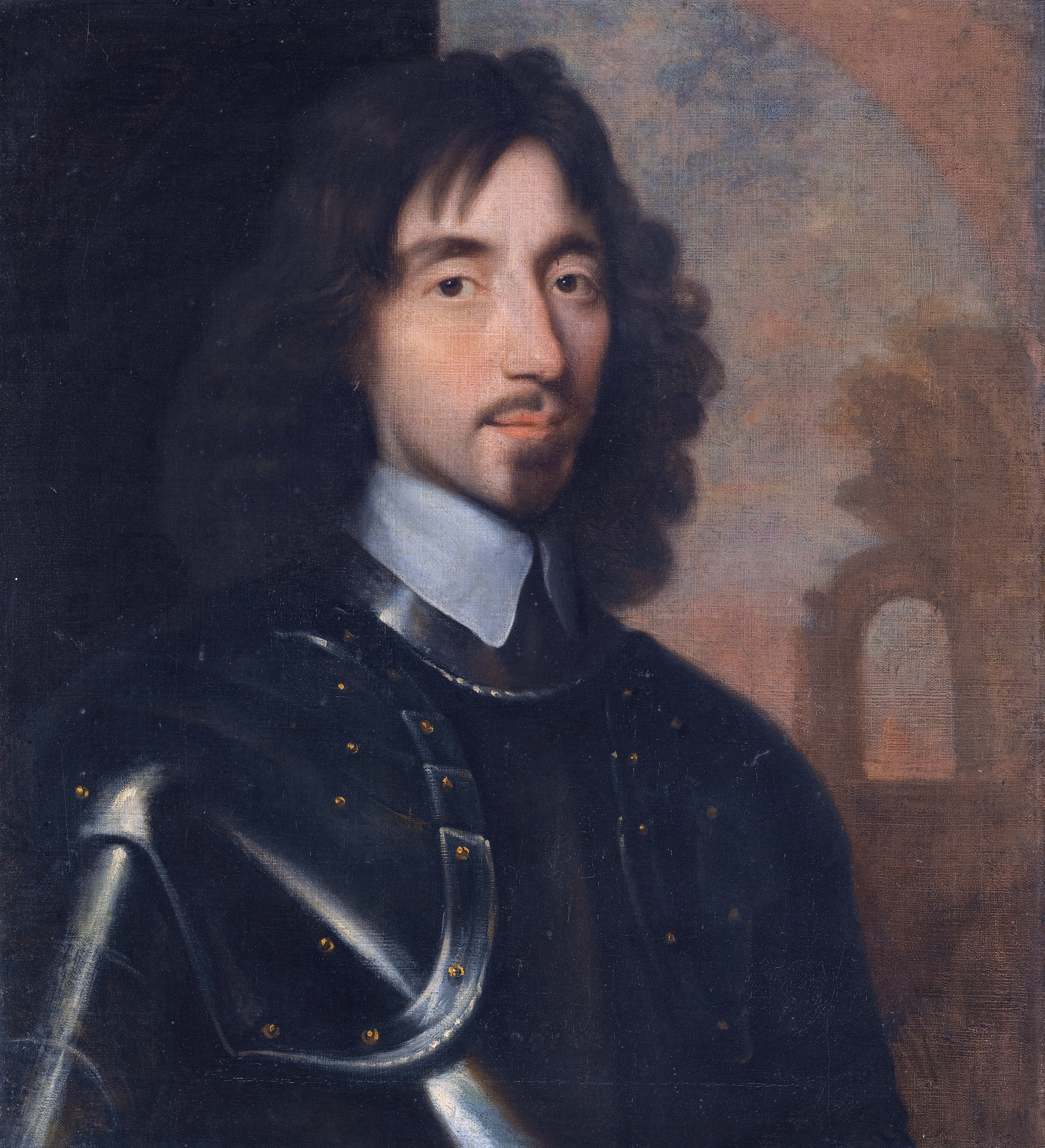
Sir Thomas Fairfax, comandante del New Model Army

Obbligato dai fatti ora a scendere apertamente in campo, il primo ministro francese cardinale Giulio Mazzarino era alla ricerca di un modo per restaurare Carlo I al trono con uno sforzo minimo ad ogni modo da parte della Francia. Inviò un proprio ambasciatore, Jean de Montereul e lord Lothian, uno dei covenanters che però non si fidava di Cromwell e degli Indipendenti. Anche in questo caso i negoziati ebbero scarso successo.
Il principe Ruperto venne inviato a supervisionare le difese di Bristol e dell'ovest, mentre Carlo si aprì la strada verso il castello di Raglan e poi verso il confine scozzese. Raggiunse Doncaster, nello Yorkshire, per poi ritirarsi ad Oxford di fronte a forze parlamentariste nettamente superiori. A luglio, lord Fairfax tolse l'assedio a Taunton; alcuni giorni dopo, a Langport, distrusse l'armata occidentale al comando di lord Goring, l'ultima armata di peso dei realisti sul campo.
Alla fine di agosto, Carlo I lasciò Oxford per portarsi verso Hereford, città che era assediata dall'esercito dei covenanti; non appena il sovrano si avvicinò, Leven ottenne l'ordine di tornare in Scozia, a seguito della vittoria di Montrose a Kilsyth. Il re si spostò in direzione di Chester, dove apprese che il principe Ruperto si era arreso consegnando Bristol ai suoi nemici il 10 settembre; scioccato da questa perdite, Carlo I decise di licenziare il nipote dal suo esercito.
Un distaccamento del New Model Army al comando del colonnello Thomas Rainsborough catturò il castello di Berkeley, mentre un altro guidato da Cromwell conquistò le piazzeforti realiste di Basing House e Winchester.
Dopo che ciò che rimaneva della sua cavalleria venne schiacciata a Rowton Heath il 24 settembre, Carlo I tornò a Newark. Il 13 ottobre, gli giunse la notizia della sconfitta di lord Montrose nella battaglia di Philiphaugh il mese precedente, ponendo così fine al piano di portare la guerra in Scozia. La perdita di Carmarthen e Chepstow nel Galles meridionale tagliò ogni speranza di ricevere truppe dai realisti irlandesi e Carlo I venne costretto a tornare a Oxford, dove trascorse l'intero inverno assediato dal New Model Army.

## 1646
Dopo la caduta di Hereford nel dicembre del 1645, i realisti avevano il controllo sul Devon, sulla Cornovaglia, sul Galles settentrionale e su alcune fortezze isolate come Exeter, Oxford, Newark ed il castello di Scarborough. Chester si arrese a febbraio, mentre l'esercito dei covenanti stava assediando Newark. Hopton rimpiazzò lord Goring come comandante dell'armata occidentale e tentò di recuperare Exeter. Sconfitto dal New Model Army a Torrington il 16 febbraio, si arrese a Truro il 12 marzo.
L'ultima battaglia della guerra ebbe luogo a Stow-on-the-Wold il 21 marzo, quando 3000 realisti vennero dispersi dalle forze parlamentariste. Con la fine della guerra ormai in vista, il parlamento inviò un proclama concedendo termini di resa favorevoli a quei realisti che si fossero consegnati prima del 1º maggio. Quanti avevano subito dei sequestri, avrebbero potuto recuperare i loro beni dietro il pagamento di una multa, calcolata sul valore delle loro terre e sul livello di supporto dato al nemico; molti aderirono.
Dopo la cattura di Exeter e Barnstaple nell'aprile di quell'anno, il New Model Army marciò su Oxford; il 27 aprile, Carlo I lasciò la città travestito assieme ad altri due suoi fedelissimi. Il parlamento venne a sapere della sua fuga il giorno 29 e per una settimana si persero le sue tracce. Il 6 maggio i deputati ricevettero una lettera da David Leslie, comandante scozzese a Newark, il quale annunciava che Carlo I si trovava in custodia. Newark si arrese quello stesso giorno e gli scozzesi si portarono verso Newcastle col re al seguito, ma il parlamento intimò loro di consegnare immediatamente il sovrano.
Dopo lunghi negoziati, Oxford capitolò il 24 giugno; la guarnigione ricevette un lasciapassare per fare ritorno a casa, il principe Ruperto e suo fratello il principe Maurizio del Palatinato ottennero l'ordine di lasciare l'Inghilterra. Il castello di Willingford si arrese il 27 luglio dopo che le ultime fortezze realiste si erano arrese poco prima.

## Conseguenze
Nel 1642, molti Parlamentari iniziarono a far circolare l'idea che data la sconfitta subita Carlo I fosse ora costretto ad accettare i termini che gli venivano proposti. Nell'agosto del 1645, il principe Ruperto aveva suggerito al sovrano come la guerra non potesse proseguire ancora a lungo, ma Carlo gli aveva risposto di essere d'accordo con lui sotto l'aspetto militare, ma che "Dio non voleva concedere ai ribelli e ai traditori di prosperare" nel suo regno. Questo tratto del carattere di Carlo I nella sua convinzione di essere inviato da Dio nelle sue azioni, sarà uno dei discrimini fondamentali nella guerra in corso ed in quella successiva.

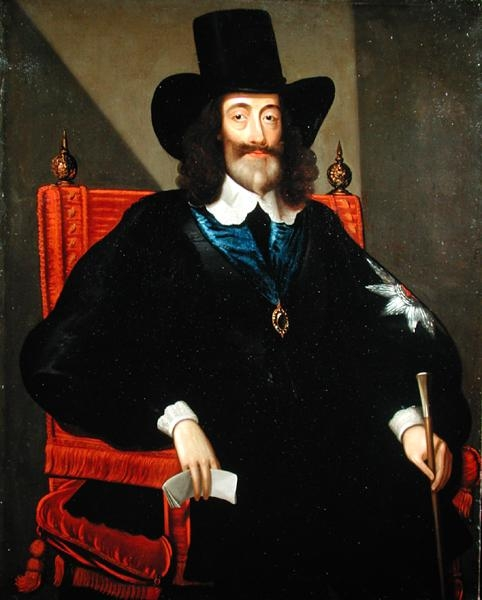
Il rifiuto di Carlo I nel voler fare significative concessioni aumentò le divisioni tra i suoi oppositori

Le continue prevaricazioni di Carlo I prima, durante e dopo la guerra, furono una delle cause più numerose di incomprensioni: ad esempio firmò una pace con gli scozzesi nel 1639, e nel 1640 levò contro di loro un esercito. Nel 1645 si trovò a negoziare separatamente con la confederazione irlandese, gli Indipendentisti inglesi, i covenanti, i presbiteriani inglesi, la Francia e il papato.
Questo creò una serie di gruppi politici che si trovarono in disaccordo non con la monarchia, ma con l'atteggiamento di Carlo I. Questi, raggruppati spesso nel gruppo degli Indipendenti, in realtà costituivano un gruppo molto più fluido; sir Thomas Fairfax era un presbiteriano che aveva combattuto Carlo nel 1639
Carlo continuò a rimanere fermo nelle sue posizioni, lasciando crescere la frustrazione sia in quelli che lo appoggiavano sia in quelli che gli si opponevano. Tutte queste tensioni finirono per portare allo scoppio della seconda guerra civile inglese nel 1648.